# Julia Culbert
Julia Culbert ist eine US-amerikanische Schauspielerin und Sängerin.

## Leben
Culbert stammt gebürtig aus Kalifornien. Ihr Vater war Softwareentwickler bei Apple und verstarb, während ihrer Zeit an der Middle School. 2016 besuchte sie für ein Jahr lang ein Internat, in diesem sie und ihre Mitschüler mehrfach misshandelt wurde und sie auch das Krankenhaus aufsuchen musste. 2018 besuchte sie die National University of Ireland, Galway, an der sie sich Sprachkenntnisse in Irisch aneignete. Ab 2018 besuchte sie die Loyola Marymount University an der sie Kinematographie und Filmproduktion studierte. 2022 verließ sie die Universität mit dem Bachelor-Abschluss. Sie spricht fließend Spanisch.
2018 gab Culbert ihr Fernsehschauspieldebüt in einer Episode der Fernsehserie Tote Mädchen lügen nicht. 2022 stellte sie im Film Birdemic 3: Sea Eagle die weibliche Hauptrolle der Kim dar. Sie befindet sich in der Produktion zur Dokumentation Monarch, die über ihr Leben im Internat und dem in dieser Zeit erfahrenen Schmerz erzählt.
Sie ist außerdem als Sängerin tätig. Am 7. April 2023 erschien ihre Debütsingle You Don't. Im selben Jahr erschien When No One's Looking am 30. Juni.

## Filmografie (Auswahl)
- 2018: Tote Mädchen lügen nicht (13 Reasons Why, Fernsehserie, Episode 2x08)
- 2022: Birdemic 3: Sea Eagle

## Theater (Auswahl)
- Vacation on Mars
- The Garden Show
- Rumpus in the Rainforest
- Guilty in the Court of Love
- Robbed
- Shameful
- The Curious Incident of the Dog in the Nite-Time

## Diskografie (Auswahl)
Singles
- 2023: You Don't, Veröffentlichungsdatum 7. April 2023
- 2023: When No One's Looking, Veröffentlichungsdatum 30. Juni 2023